# Rocca Turo
La Rocca Turo (2.757 m s.l.m.) è una vetta delle Alpi Graie.

## Descrizione
La montagna trova in Piemonte tra il Pian della Mussa (a est) e l'Uia di Bessanese (a ovest); ricade nel territorio comunale di Balme. Il versante che guarda verso il pian della Mussa è dirupato e a tratti strapiombante, mentre verso ovest il pendio e molto più dolce e principalmente prativo. La sua cima è un buon punto panoramico e offre una bella vista sulla testata della Val d'Ala.

## Accesso alla cima

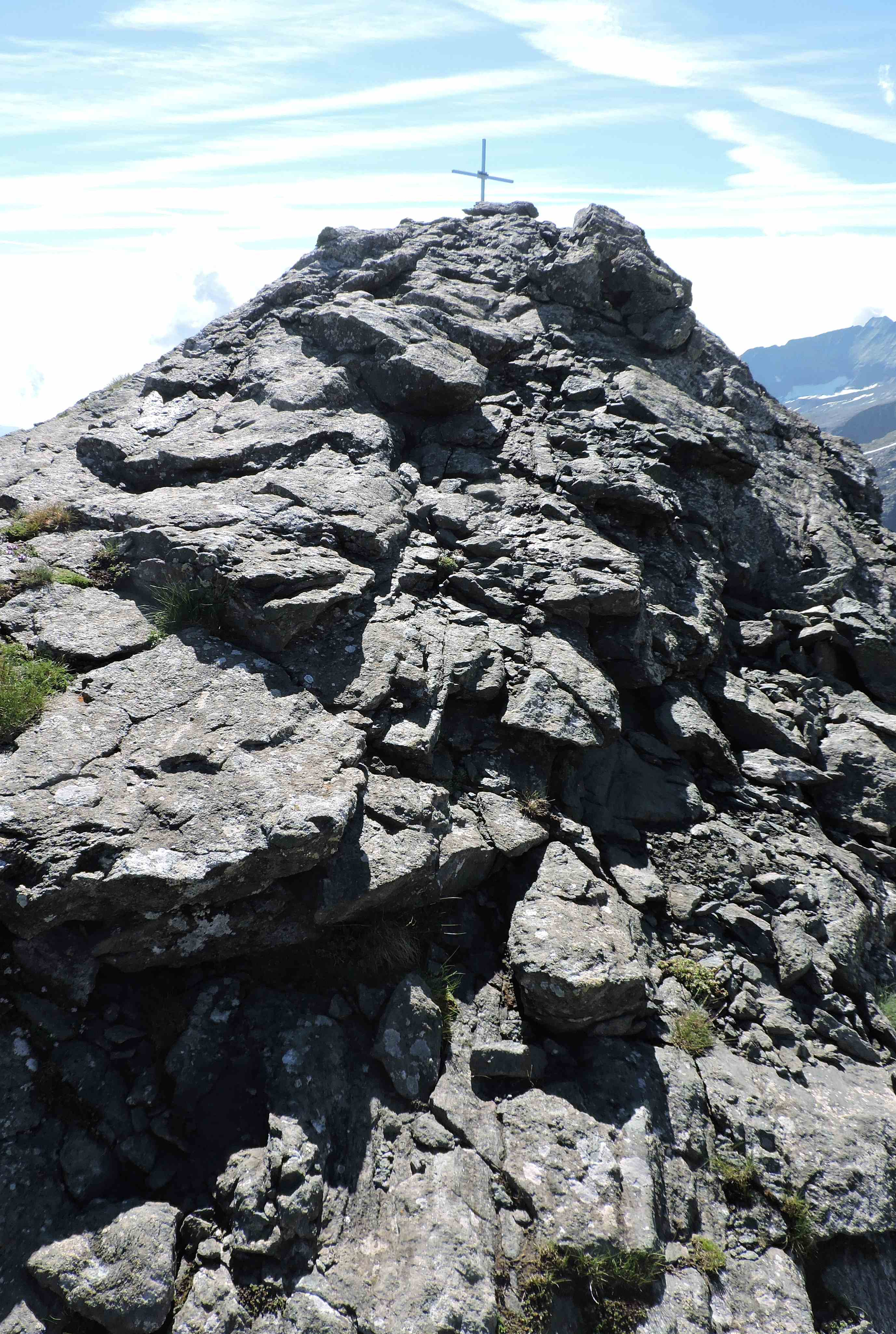
La cima della montagna

La Rocca Turo presenta pareti dirupate ma la via normale di salita non presenta difficoltà alpinistiche. Si può salire sulla vetta con partenza dal Pian della Mussa, seguendo il sentiero fino al rifugio Gastaldi e procedendo poi per prati e detriti fino alla cima.
La montagna è anche il punto di arrivo di una corsa podistica chiamata Vertical race, anch'essa con partenza dal Pian della Mussa (più precisamente dal Rifugio Città di Cirié) e con un dislivello positivo di 970 metri.

## Punti di appoggio
- Rifugio Bartolomeo Gastaldi